# Archips xylosteana
Archips xylosteana es una especie de polilla del género Archips, tribu Archipini, familia Tortricidae. Fue descrita científicamente por Linnaeus en 1758.

## Descripción
La envergadura es de 15-23 milímetros.

## Distribución
Se distribuye por varios países de Europa.

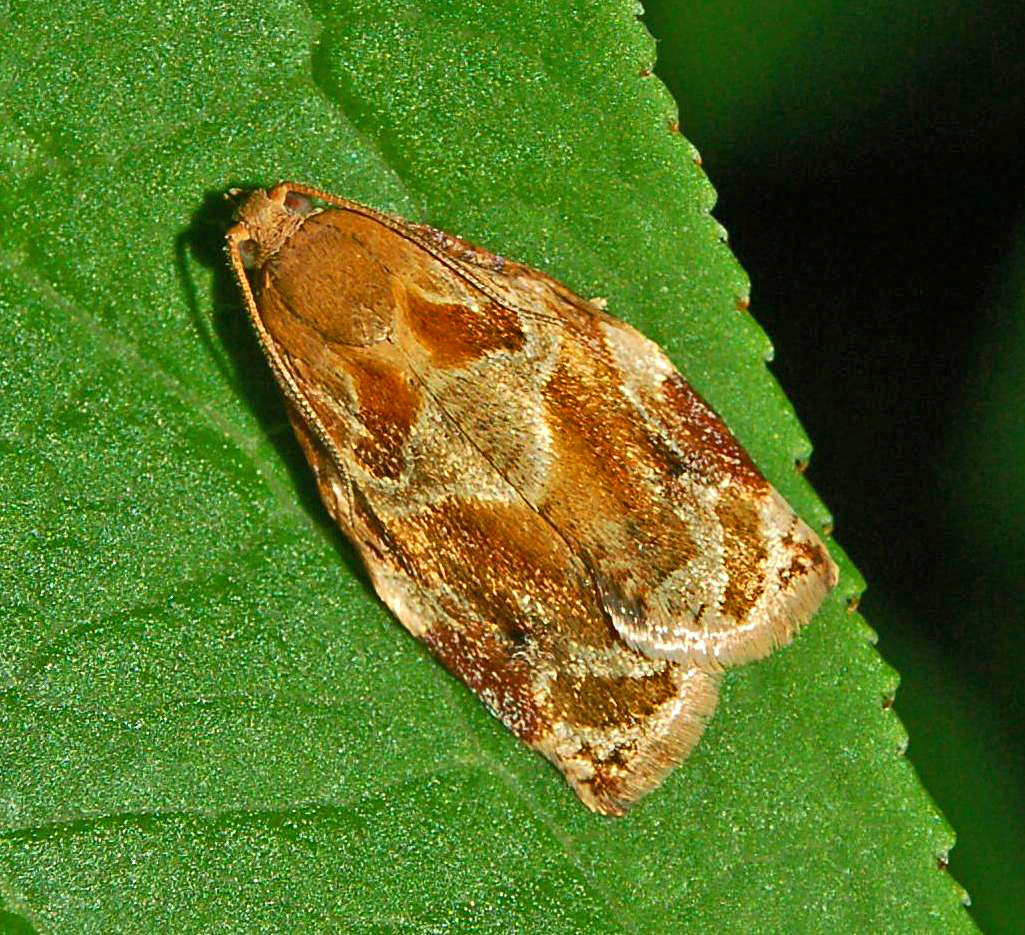
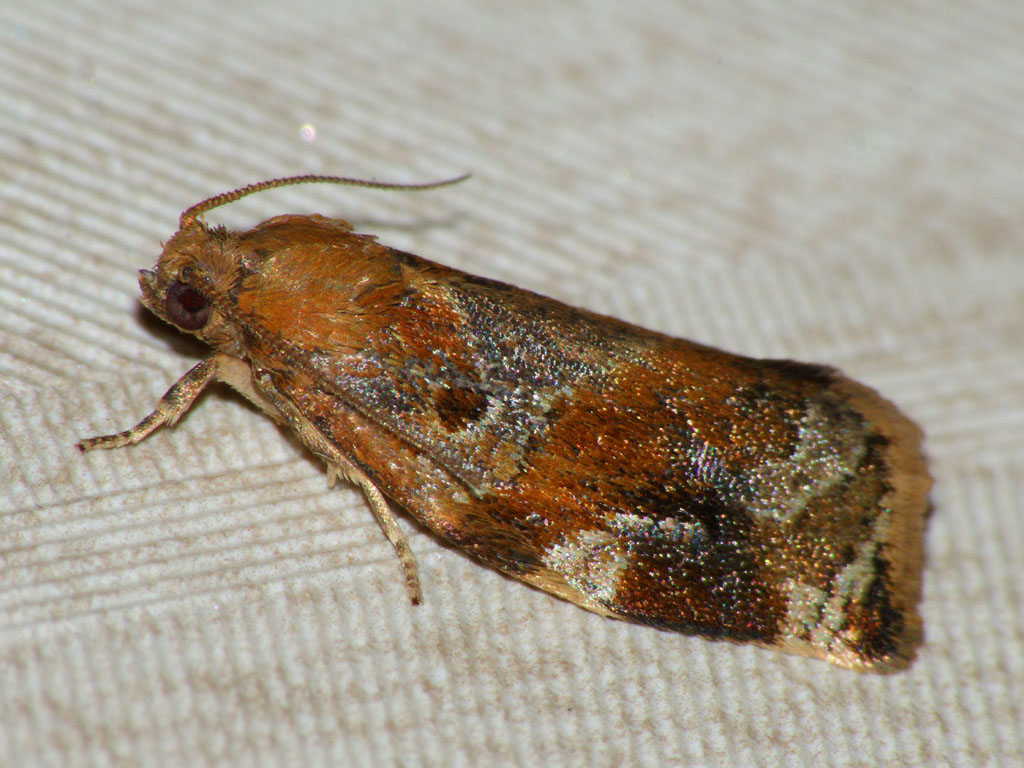
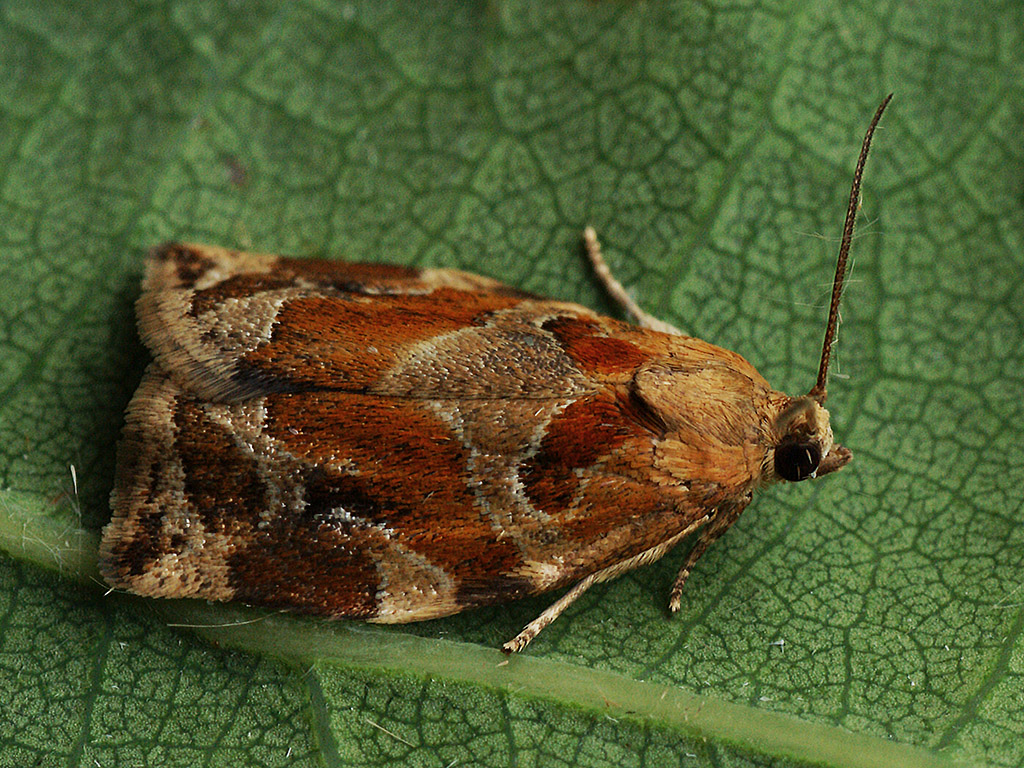
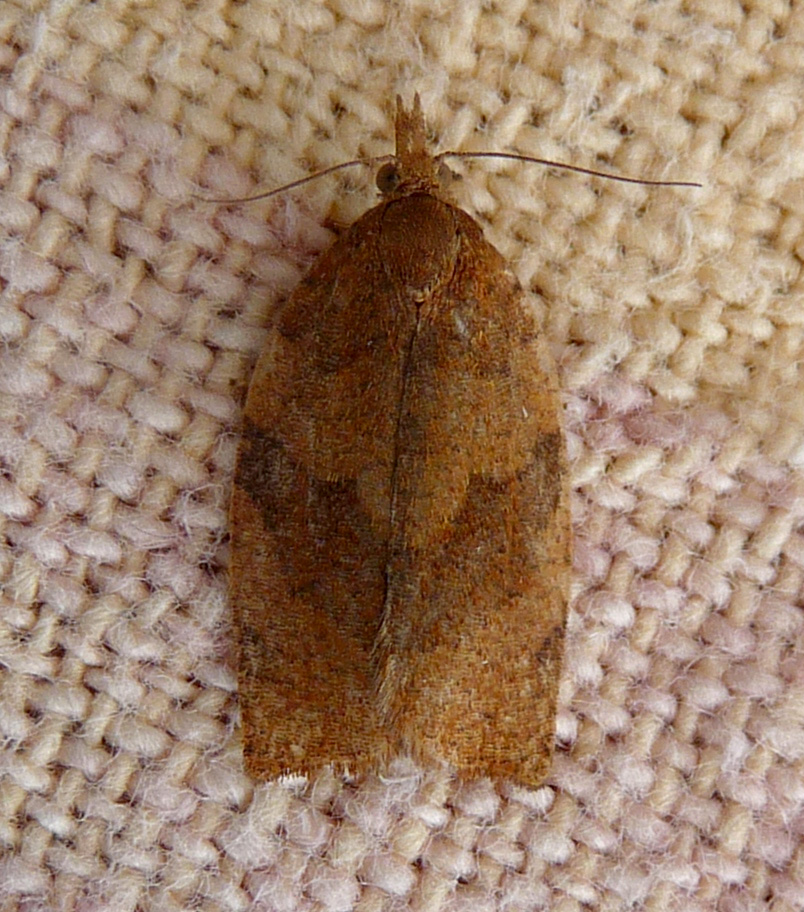